# Lindbergh (système d'arcade)
Pour les articles homonymes, voir Lindbergh (homonymie).
Le Lindbergh est un système d'arcade mis au point par Sega qui a été introduit dans les salles d'arcade en 2006. Quatre révisions du système ont vu le jour : le Lindbergh Yellow, le Lindbergh Blue, le Lindbergh Red, le Lindbergh Red Ex.

Logo du système Lindbergh

## Description
Ce système repose sur une architecture de type PC. Il ne possède pas de lien ou d'origine avec une console de jeux vidéo de salon, comme ce fut le cas auparavant pour le Chihiro fondé sur la Xbox, le Triforce sur la GameCube ou bien le Naomi sur la Dreamcast,.
Sega devait au départ réaliser le Lindbergh sur une base de Xbox, mais le choix s'est orienté vers la base du PC. Dès lors, beaucoup de rumeurs sur l'émulation du système sont apparues, avant même sa sortie et ont poussé Sega à renforcer les protections anti-piratage. Selon Hiroshi Kataoka, président de Sega-AM2, le portage des titres sur la PlayStation 3 (comme Virtua Fighter 5) est généralement plus simple que sur Xbox 360, car les GPU utilisés par les deux sociétés viennent du même fournisseur, Nvidia.
Toutes les bornes d'arcade Lindbergh sont des bornes dédiées de taille très imposante. Comme pour un PC, les composants du système sont placés dans un boitier,. L'architecture PC du Lindbergh et le Pentium 4 cadencé à 3 GHz lui permettent de faire tourner des jeux en haute définition et de capacité équivalente à celle d'un PC.
Le Lindbergh accueille des jeux de très bonne qualité comme After Burner Climax ou Outrun 2 SP SDX,. 13 jeux ont été développés pour fonctionner en réseau local.
Le Lindbergh Yellow (Système de base) a connu plusieurs évolutions, le Lindbergh Blue (Derby Owners Club 2008), le Lindbergh Red (2 Spicy, Club Majesty Extend, Club Majesty Formal) et le Lindbergh Red Ex (Harley Davidson: King of the Road).
Concernant les cartes graphiques du Lindbergh Yellow : La GeForce 6800GT est utilisée pour les cartes-mères avec les jeux House of the Dead 4, Virtua Tennis 3 (Power Smash 3) et After Burner Climax. Quant à la 7800GS, elle est utilisée avec les jeux After burner Climax, Virtua Tennis 3, Let's Go Jungle, RaceTV, R-Tuned et Hummer.

## Spécifications techniques
| - Processeur : - Pentium 4 3,0 GHz avec 1 Mo de cache en L2, compatible Hyper-Threading, FSB de 800 MHz - RAM : 2*512 Mo (Dual Channel), 184 pins DDR SDRAM PC3200 (400 MHz) - Processeur graphique : - Nvidia GeForce 6800GT avec 256 Mo GDDR3, compatible Vertex Shader 3.0 et Pixel Shader 3.0 - Nvidia GeForce 7800GS - Son : - Synthésiseur audio 3D Creative DSP intégré à la carte mère - 64 canaux simultanés - 5.1 canaux SP-DIF - LAN : on-board 10BASE-T, 100BASE-TX, 1000BASE-T - Connecteur : - Connecteur JVS I/O - Port série : 2 canaux - Ports USB - Système d'exploitation: Montavista Linux - Divers : - Compatible HDTV (haute définition) - Lecteur DVD externe - Compatibilité Sega ALL.Net - Protection : High Spec original security module. | - Processeur : - Pentium 4 3,0 GHz avec 1 Mo de cache en L2, compatible Hyper-Threading, FSB de 800 MHz - RAM : 2*512 Mo (Dual Channel), 184 pins DDR SDRAM PC3200 (400 MHz) - Processeur graphique : - Nvidia GeForce 6800GT avec 256 Mo GDDR3, compatible Vertex Shader 3.0 et Pixel Shader 3.0 - Son : - Synthésiseur audio 3D Creative DSP intégré à la carte mère - 64 canaux simultanés - 5.1 canaux SP-DIF - LAN : on-board 10BASE-T, 100BASE-TX, 1000BASE-T - Connecteur : - Connecteur JVS I/O - Port série : 2 canaux - Ports USB - Système d'exploitation: Windows XP Embedded - Divers : - Compatible HDTV (haute définition) - Lecteur DVD externe - Compatibilité Sega ALL.Net - Protection : High Spec original security module. |
| - Processeur : - Intel Celeron 2,8 GHz - RAM : 2*512 Mo (Dual Channel), 184 pins DDR SDRAM PC3200 (400 MHz) - Processeur graphique : - Nvidia GeForce 7600GS - Mémoire graphique : 512Mo - Son : - Synthésiseur audio 3D Creative DSP intégré à la carte mère - 64 canaux simultanés - 5.1 canaux SP-DIF - LAN : on-board 10BASE-T, 100BASE-TX, 1000BASE-T - Connecteur : - Connecteur JVS I/O - Port série : 2 canaux - Ports USB - Système d'exploitation: Montavista Linux - Divers : - Compatible HDTV (haute définition) - Lecteur DVD externe - Compatibilité Sega ALL.Net - Protection : High Spec original security module. | - Processeur : - Intel Celeron 2,8 GHz - RAM : 2*512 Mo (Dual Channel), 184 pins DDR SDRAM PC3200 (400 MHz) - Processeur graphique : - Nvidia GeForce 7600GS - Mémoire graphique : 1Go - Son : - Synthésiseur audio 3D Creative DSP intégré à la carte mère - 64 canaux simultanés - 5.1 canaux SP-DIF - LAN : on-board 10BASE-T, 100BASE-TX, 1000BASE-T - Connecteur : - Connecteur JVS I/O - Port série : 2 canaux - Ports USB - Système d'exploitation: Montavista Linux - Divers : - Compatible HDTV (haute définition) - Lecteur DVD externe - Compatibilité Sega ALL.Net - Protection : High Spec original security module. |

## Liste des jeux
| Titre                                                         | Développeur | Éditeur | Système          | Genre | Date |
| ------------------------------------------------------------- | ----------- | ------- | ---------------- | ----- | ---- |
| 2 Spicy                                                       | Sega        | Sega    | Lindbergh Red    |       | 2007 |
| After Burner Climax                                           | Sega-AM2    | Sega    | Lindbergh Yellow |       | 2006 |
| Ami-Gyo                                                       | Sega        | Sega    | Lindbergh Yellow |       | 2005 |
| Amino-San                                                     | Sega        | Sega    | Lindbergh Yellow |       | 2010 |
| Answer X Answer                                               | Sega        | Sega    | Lindbergh Red    |       | 2007 |
| Answer X Answer 1.1                                           | Sega        | Sega    | Lindbergh Red    |       | 2007 |
| Answer X Answer DX                                            | Sega        | Sega    | Lindbergh Red    |       | 2008 |
| Answer X Answer Premium                                       | Sega        | Sega    | Lindbergh Red    |       | 2008 |
| Club Majesty Extend                                           | Sega        | Sega    | Lindbergh Red    |       | 2007 |
| Club Majesty Formal                                           | Sega        | Sega    | Lindbergh Red    |       | 2007 |
| Derby Owners Club 2008: Feel the Rush                         | Sega        | Sega    | Lindbergh Blue   |       | 2007 |
| Derby Owners Club 2008: Feel the Rush V2.0                    | Sega        | Sega    | Lindbergh Blue   |       | 2008 |
| Ghost Squad Evolution                                         | Sega        | Sega    | Lindbergh Red    |       | 2007 |
| Harley Davidson: King of the Road                             | Sega        | Sega    | Red Ex           |       | 2009 |
| Hummer                                                        | Sega        | Sega    | Lindbergh Yellow |       | 2009 |
| Hummer Extreme Edition                                        | Sega        | Sega    | Lindbergh Yellow |       | 2009 |
| Initial D: Arcade Stage 4                                     | Sega        | Sega    | Lindbergh Yellow |       | 2007 |
| Initial D: Arcade Stage 4 Kai                                 | Sega        | Sega    | Lindbergh Yellow |       | 2008 |
| Initial D: Arcade Stage 4 Limited                             | Sega        | Sega    | Lindbergh Yellow |       | 2008 |
| Initial D: Arcade Stage 5                                     | Sega        | Sega    | Lindbergh Yellow |       | 2009 |
| Let's Go Jungle!: Lost on the Island of Spice                 | Sega        | Sega    | Lindbergh Yellow |       | 2006 |
| Let's Go Jungle!: Special                                     | Sega        | Sega    | Lindbergh Yellow |       | 2007 |
| MJ4                                                           | Sega        | Sega    | Lindbergh Red    |       | 2007 |
| Outrun 2 SP SDX                                               | Sega        | Sega    | Lindbergh Yellow |       | 2006 |
| Primeval Hunt                                                 | Sega        | Sega    | Lindbergh Red    |       | 2008 |
| Psy Phi                                                       | Sega        | Sega    | Lindbergh Yellow |       | 2006 |
| R Tuned: Ultimate Street Racing                               | Sega        | Sega    | Lindbergh Yellow |       | 2008 |
| Rambo                                                         | Sega        | Sega    | Lindbergh Red    |       | 2008 |
| Sega Race TV                                                  | Sega-AM2    | Sega    | Lindbergh Yellow |       | 2007 |
| SNC                                                           | Sega        | Sega    | Lindbergh Yellow |       | 2007 |
| SNC Ver 2.0                                                   | Sega        | Sega    | Lindbergh Yellow |       | 2008 |
| The House of the Dead 4                                       | Sega-AM2    | Sega    | Lindbergh Yellow |       | 2005 |
| The House of the Dead 4 Special                               | Sega-AM2    | Sega    | Lindbergh Yellow |       | 2006 |
| The House of the Dead EX                                      | Sega        | Sega    | Lindbergh Red    |       | 2008 |
| The World of Three Kingdoms                                   | Sega        | Sega    | Lindbergh Yellow |       | 2007 |
| Toamigyo                                                      | Sega        | Sega    | Lindbergh Yellow |       | 2007 |
| Virtua Fighter 5                                              | Sega-AM2    | Sega    | Lindbergh Yellow |       | 2006 |
| Virtua Fighter 5 Final Showdown                               | Sega-AM2    | Sega    | Lindbergh Yellow |       | 2011 |
| Virtua Fighter 5 R                                            | Sega-AM2    | Sega    | Lindbergh Yellow |       | 2008 |
| Virtua Fighter 5 Version B                                    | Sega-AM2    | Sega    | Lindbergh Yellow |       | 2006 |
| Virtua Fighter 5 Version C                                    | Sega-AM2    | Sega    | Lindbergh Yellow |       | 2006 |
| Virtua Fighter 5 Version D                                    | Sega-AM2    | Sega    | Lindbergh Yellow |       | 2006 |
| Virtua Tennis 3 / Power Smash 3                               | Sega AM3    | Sega    | Lindbergh Yellow |       | 2006 |
| World Club Champion Football Intercontinental Clubs 2006-2007 | Sega        | Sega    | Lindbergh Blue   |       | 2007 |
| World Club Champion Football Intercontinental Clubs 2007-2008 | Sega        | Sega    | Lindbergh Blue   |       | 2008 |